# النظام الانتخابي في سوريا 1947
النظام الانتخابي في سوريا 1947، والذي استمرّ معمولاً فيه حتى انتخابات 1961 فعليًا، وحتى سقوط الجمهورية السورية الأولى عام 1963، ووصف بكونه «أكتر الأنظمة الانتخابية السورية دقة وتمثيلية»، ووضعته حكومة جميل مردم وطُبّق للمرة الأولى في انتخابات 1947.
يعتمد هذا النظام على أساس المنطقة أو القضاء للانتخاب، مع تعامله مع المدن على أساس دائرة واحدة، وهو ما فسح في المجال لظهور دوائر كبرى كما في دمشق وحلب، ودوائر متوسطة وأخرى صغرى؛ يمكن توزيع الدوائر وفق هذا النظام إلى ثلاث فئات، دوائر تنتخب على أساس فردي أو شبه فردي (41 نائبًا، 24% من مجمل النواب)، ودوائر تنتخب على أساس دوائر وسطي (71 نائبًا - 41%)، ودوائر تنتخب على أساس دوائر كبرى (60 نائبًا - 35%)؛ وتضعف التمثيلية بازدياد حجم الدائرة. عدّل هذا النظام تعديلاً طفليفًا مرتين، الأولى عام 1954 والثانية عام 1961 لرفع عدد المقاعد قبل أن تستقر على 172؛ وقد حاول كل من حسني الزعيم وأديب الشيشكلي إدخال إصلاحات جذرية على هذا النظام، غير أنها سقطت بسقوطهما، عدا بضع أمور كانتخاب المرأة وسن التصويت. حتى 1949 كان الناخبون هم الذكور السوريون الذين تجاوزوا العشرين من العمر، بعد تسلّم الزعيم السلطة خفّض العمر إلى ثمانية عشر عامًا ومنح المرأة حق التصويت؛ حكومة الأتاسي التالية، أبقت على الناخب بثمانية عشر عامًا لكنها قلصت حق التصويت للمرأة المتعلمة فقط ودون حق الترشح، عام 1954 كانت أولى انتخابات وبناءً على دستور 1950 سمح للمرأة أيًا كانت درجتها التعليمية الانتخاب والترشح أسوة بالرجل.
ينصّ هذا النظام الانتخابي على «تمثيل عادل» للأقليات بموجب المادة 37 من دستور 1930، ولذلك فخلال انتخابات 1947 وزعت المقاعد على جميع الطوائف السورية حسب نسبتها العددية من حيث المبدأ، بينما وبدءًا من الانتخابات اللاحقة بعد إقرار دستور 1950 اكتفي بتخصيص مقاعد لغير المسلمين تشمل المسيحيين واليهود، ويعتبر الأمر من إصلاحات الزعيم أيضًا. التخصيص الثاني للمقاعد، كان بخصوص البدو الرحل، على أنه لا تجري انتخابات في هذه المقاعد، بل يختار النواب من قبل زعماء أو مشايخ القبيلة.

## الدوائر الانتخابية
- كما كانت بعد تعديل 1961 لرفع عدد المقاعد إلى 172 مقعدًا موزعين على 53 دائرة انتخابية. كانت سوريا حينها تحوي 52 منطقة، حاليًا تحوي سوريا 60 منطقة، هذا يعني أن بعض المناطق الواردة أدناه، أصبحت تضم مناطق أكثر مما هي عليه حاليًا.

### محافظة دمشق
- كانت محافظة القنيطرة ومحافظة ريف دمشق، يعتبرا جزء من محافظة دمشق.

| الدائرة        | عدد المقاعد | مقاعد غير المسلمين |
| -------------- | ----------- | ------------------ |
| مدينة دمشق     | 17          | 3                  |
| منطقة دوما     | 4           | -                  |
| منطقة الغوطة   | 3           | -                  |
| منطقة القنيطرة | 3           | -                  |
| منطقة النبك    | 2           | -                  |
| منطقة قطنا     | 2           | -                  |
| منطقة القطيفة  | 1           | -                  |
| منطقة الزبداني | 1           | -                  |
| مجموع          | 33          | 3                  |

### محافظة حوران
- تشمل محافظة درعا الحالية؛ منطقة إزرع تشمل أيضًا منطقة الصنمين حسب التقسيم الحالي.

| الدائرة    | عدد المقاعد | عدد مقاعد غير المسلمين |
| ---------- | ----------- | ---------------------- |
| منطقة إزرع | 4           | -                      |
| منطقة درعا | 3           | -                      |
| مجموع      | 7           | 0                      |

### محافظة جبل الدروز
- تشمل حاليًا محافظة السويداء.

| الدائرة        | عدد المقاعد | عدد مقاعد غير المسلمين |
| -------------- | ----------- | ---------------------- |
| منطقة السويداء | 2           | -                      |
| منطقة صلخد     | 1           | -                      |
| منطقة شهبا     | 1           | -                      |
| مجموع          | 4           | 0                      |

### محافظة حمص
- منطقة تلكلخ في السابق تشمل أيضًا منطقة القصير حاليًا؛ كذلك منطقة حمص تشمل منطقة تلدو حاليًا؛ بينما منطقة تدمر تشمل منطقة المخرم حاليًا.

| الدائرة      | عدد المقاعد | عدد مقاعد غير المسلمين |
| ------------ | ----------- | ---------------------- |
| منطقة حمص    | 11          | 1                      |
| منطقة تلكلخ  | 3           | 1                      |
| منطقة الرستن | 1           | -                      |
| منطقة تدمر   | 1           | -                      |
| مجموع        | 16          | 2                      |

### محافظة حماه
- منطقة مصياف في السابق، تشمل حاليًا إضافة إلى منطقة مصياف، منطقة محردة.

| الدائرة       | عدد المقاعد | عدد مقاعد غير المسلمين |
| ------------- | ----------- | ---------------------- |
| منطقة حماه    | 7           | -                      |
| منطقة مصياف   | 3           | -                      |
| منطقة السلمية | 2           | -                      |
| منطقة الغاب   | 1           | -                      |
| مجموع         | 13          | 0                      |

### محافظة الفرات
- تشمل حاليًا محافظة دير الزور.

| الدائرة         | عدد المقاعد | عدد مقاعد غير المسلمين |
| --------------- | ----------- | ---------------------- |
| منطقة دير الزور | 5           | -                      |
| منطقة الميادين  | 2           | -                      |
| منطقة البوكمال  | 2           | -                      |
| مجموع           | 9           | 0                      |

### محافظة الرشيد
- تشمل حاليًا محافظة الرقة؛ منطقة الرقة تفرعت عنها منطقة الطبقة أيضًا في الوقت الحالي.

| الدائرة       | عدد المقاعد | عدد مقاعد غير المسلمين |
| ------------- | ----------- | ---------------------- |
| منطقة الرقة   | 3           | -                      |
| منطقة تل أبيض | 1           | -                      |
| مجموع         | 4           | 0                      |

### محافظة الجزيرة
- تشمل حاليًا محافظة الحسكة.

| الدائرة         | عدد المقاعد | عدد مقاعد غير المسلمين |
| --------------- | ----------- | ---------------------- |
| منطقة الحسكة    | 4           | 1                      |
| منطقة القامشلي  | 4           | 1                      |
| منطقة المالكية  | 1           | -                      |
| منطقة رأس العين | 1           | -                      |
| منطقة الجديدة   | 1           | -                      |
| مجموع           | 11          | 2                      |

### محافظة حلب
- حاليًا تحوي حلب أيضًا منطقة السفيرة ومنطقة الأتارب ومنطقة دير حافر، استحدثوا عن عدد من المناطق أدناه.

| الدائرة         | عدد المقاعد | عدد مقاعد غير المسلمين |
| --------------- | ----------- | ---------------------- |
| مدينة حلب       | 16          | 5                      |
| منطقة جبل سمعان | 5           | -                      |
| منطقة الباب     | 3           | -                      |
| منطقة منبج      | 3           | -                      |
| منطقة عفرين     | 3           | -                      |
| منطقة اعزاز     | 3           | -                      |
| منطقة عين العرب | 2           | -                      |
| منطقة جرابلس    | 1           | -                      |
| مجموع           | 36          | 5                      |

### محافظة إدلب
- استحدثت حاليًا منطقة أريحا، عن منطقة جسر الشغور.

| الدائرة            | عدد المقاعد | عدد مقاعد غير المسلمين |
| ------------------ | ----------- | ---------------------- |
| منطقة إدلب         | 3           | -                      |
| مدينة إدلب         | 2           | -                      |
| منطقة جسر الشغور   | 2           | -                      |
| منطقة معرة النعمان | 2           | -                      |
| منطقة حارم         | 2           | -                      |
| مجموع              | 11          | 0                      |

### محافظة اللاذقية
- تشمل حاليًا محافظة اللاذقية ومحافظة طرطوس، استحدثت عن منطقة طرطوس منطقة الشيخ بدر ومنطقة دريكيش.

| الدائرة        | عدد المقاعد | عدد مقاعد غير المسلمين |
| -------------- | ----------- | ---------------------- |
| منطقة صافيتا   | 4           | 1                      |
| مدينة اللاذقية | 3           | 1                      |
| منطقة طرطوس    | 3           | -                      |
| النبي يونس     | 3           | -                      |
| منطقة اللاذقية | 2           | -                      |
| منطقة الحفة    | 2           | -                      |
| منطقة بانياس   | 2           | -                      |
| منطقة جبلة     | 1           | -                      |
| مجموع          | 20          | 2                      |

### البدو الرحل
| الدائرة | عدد المقاعد | عدد مقاعد غير المسلمين |
| ------- | ----------- | ---------------------- |
| البدو   | 7           | -                      |
| مجموع   | 7           | 0                      |